# Raoul Hafner
Raoul Hafner, född 1905, död 1980, var en brittisk helikopterkonstruktör och ingenjör. Han var en pionjär inom helikoptrar och kom att ge ett stort bidrag till den brittiska flygindustrin.
Hafner studerade på en teknisk högskola i Wien och började intressera sig för konceptet med roterande vingar. Han inledde flera projekt med att ta fram helikoptrar som finansierades av den skotska miljonären Jack Coates. 
Bristol Aeroplane Company startade 1944 en helikopterdivision under ledning av Hafner som sedermera fick sitt säte i Weston-super-Mare. Hafner hade verkat vid Airborne Forces Experimental Establishment (AFEE) innan han och delar av hans konstruktionsteam till Bristol. Divisionen utvecklade Type 171 – i militären känd som Sycamore – som blev en framgång och såldes över hela världen. Bolaget utvecklade även Type 192 som användes av Royal Air Force under namnet Belvedere. Företagets helikopterdivision med säte i Weston-super-Mare blev tillsammans med Westland, Fairey och Saunders-Roe en del av Westland Helicopters 1960. Hafner utnämndes till teknisk direktör som han var fram till pensioneringen 1970.